# Missouri Department of Corrections
Das Missouri Department of Corrections (MODOC) ist die Strafvollzugsbehörde des US-Bundesstaates Missouri. Sie wurde im Jahr 1820 gegründet, Director ist Trevor Foley.

## Überblick
Das Missouri Department of Corrections betreibt im US-Bundesstaat Missouri 20 Gefängnisse mit über 27.000 Gefangenen und hat über 11.000 Mitarbeiter. Der Hauptsitz befindet sich in Missouris Hauptstadt Jefferson City.
Das erste Gefängnis des Missouri Department of Corrections war das Missouri State Penitentiary, welches im Jahr 1836 in Jefferson City eröffnet und im Jahr 2014 geschlossen wurde.

## Gefängnisse
| Name                                                          | Akronym | Ort            | Belegungsfähigkeit |
| ------------------------------------------------------------- | ------- | -------------- | ------------------ |
| Algoa Correctional Center                                     | ACC     | Jefferson City | 1600               |
| Boonville Correctional Center                                 | BCC     | Boonville      | 1316               |
| Chillicothe Correctional Center                               | CCC     | Chillicothe    | 1740               |
| Cremer Therapeutic Community Center                           | CTCC    | Fulton         | 1440               |
| Crossroads Correctional Center                                | CRCC    | Cameron        | 1440               |
| Eastern Reception, Diagnostic and Correctional Center         | ERDCC   | Bonne Terre    | 2684               |
| Farmington Correctional Center                                | FCC     | Farmington     | 2632               |
| Fulton Reception and Diagnostic Center                        | FRDC    | Fulton         | —                  |
| Jefferson City Correctional Center                            | JCCC    | Jefferson City | 1996               |
| Kansas City Reentry Center                                    | KCRC    | Kansas City    | —                  |
| Maryville Treatment Center                                    | MTC     | Maryville      | 561                |
| Missouri Eastern Correctional Center                          | MECC    | Pacific        | 1130               |
| Moberly Correctional Center                                   | MCC     | Moberly        | 1800               |
| Northeast Correctional Center                                 | NECC    | Bowling Green  | 2098               |
| Ozark Correctional Center                                     | OCC     | Fordland       | —                  |
| Potosi Correctional Center                                    | PCC     | Mineral Point  | 800                |
| South Central Correctional Center                             | SCCC    | Licking        | 1596               |
| Southeast Correctional Center                                 | SECC    | Charleston     | 1658               |
| Tipton Correctional Center                                    | TCC     | Tipton         | —                  |
| Western Missouri Correctional Center                          | WMCC    | Cameron        | 1925               |
| Western Reception, Diagnostic and Correctional Center         | WRDCC   | St Joseph      | —                  |
| Women’s Eastern Reception, Diagnostic and Correctional Center | WERDCC  | Vandalia       | 2076               |

Für Angaben in Feldern mit Geviertstrich (—) stehen keine Informationen zur Verfügung.
Ehemalige Gefängnisse sind:
- Missouri State Penitentiary (bis 2004)
- Central Missouri Correctional Center (bis Juni 2005).

Im Staat Missouri werden keine Gefangenen in privaten Gefängnissen oder Gefängnissen anderer Bundesstaaten untergebracht.